# 馬場秀夫 (政治家)

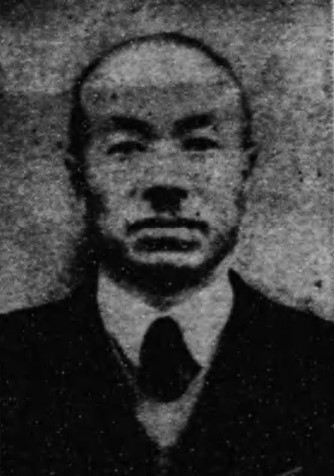
馬場秀夫

馬場 秀夫（ばば ひでお、1901年（明治34年）9月9日 - 1979年（昭和54年）6月4日）は、日本の政治家・日本社会党衆議院議員（1期）。行田市長。

## 経歴
埼玉県出身。旧制熊谷中学を経て、1922年東京外国語学校（現・東京外国語大学）ロシア語科卒。卒業後は東京日日新聞の記者となり、モスクワ特派員、外国通信部副部長、ロシア課長、出版局編集部長、毎日新聞社出版局長などを歴任した。1946年の第22回衆議院議員総選挙で埼玉県から日本社会党公認で立候補するが、次点となった。同年5月に鴻巣町長に就任する。翌1947年町長を辞任し、4月の第1回埼玉県知事選挙に社会党公認で立候補したが落選。同月末の第23回衆議院議員総選挙で埼玉4区から社会党公認で立候補して当選した。次の1949年の第24回衆議院議員総選挙で落選。同年6月に再び鴻巣町長に就任した。1951年鴻巣町の隣の行田市長選挙に立候補して当選した。
市長時代は増加する市民とその要求に対処できる行政サービスの強化が課題であった。まず、母子寮の改修、市営住宅や公園、屎尿処理場の建設、市の広報の創刊、更には市営競輪の開催を行った。市長は1期4年で退任し、後任は前市長（初代）の奥貫賢一が就任した。
その後、1960年の埼玉県知事選挙で民主社会党公認で立候補したが落選した。1979年死去。